# Jacques Bourgeois

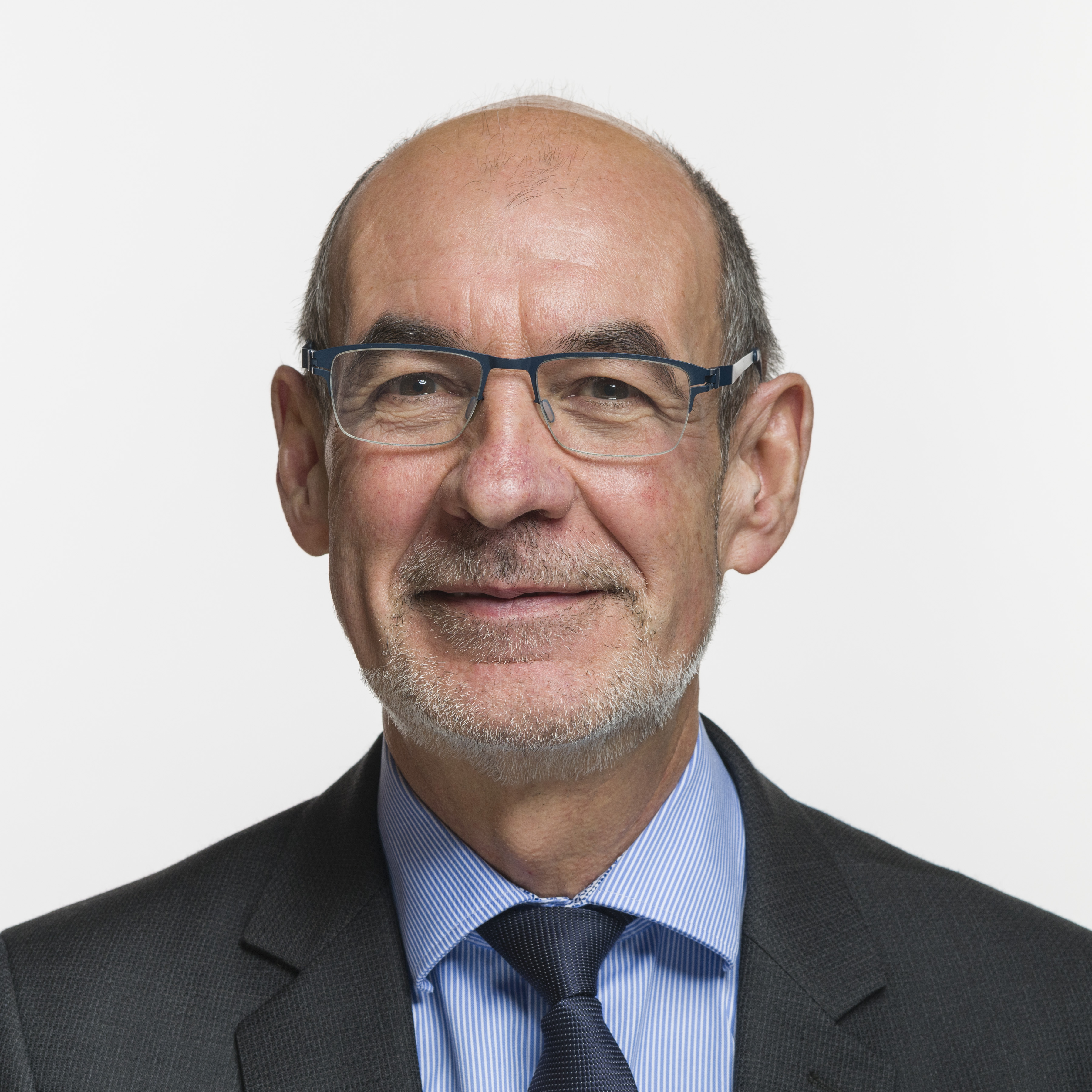
Jacques Bourgeois (2019)

Jacques Bourgeois (* 14. März 1958 in Pompaples (VD)) ist ein Schweizer Politiker (FDP). Von 2007 bis 2023 war er Mitglied des Nationalrats.

## Leben und politische Ämter
Nach einer Grundausbildung in der Landwirtschaft und dem Handels- und Verwaltungsdiplom nahm Bourgeois ein Studium der Agrarwirtschaft an einer Fachhochschule in Angriff, das er 1985 erfolgreich abschloss. Anschliessend arbeitete er bis 1998 für den Verband Schweizerischer Gemüseproduzenten, sieben Jahre davon als Direktor.
Von 2002 bis Ende März 2020 war Bourgeois Direktor des Schweizer Bauernverbandes, für den er bereits vier Jahre zuvor als Stellvertretender Direktor und Leiter des Departements Pflanzenbau und Umwelt tätig war.
2001 trat Bourgeois sein erstes öffentliches Amt als Mitglied des Grossen Rates des Kantons Freiburg, er blieb bis 2007 im Amt. Bei den Parlamentswahlen 2007 schaffte er den Sprung in den Nationalrat. In den folgenden Wahlen wurde er im Amt bestätigt, bei den Wahlen 2023 trat er nicht mehr an.
Im Rahmen seiner parlamentarischen Tätigkeit im Nationalrat war er Präsident der Kommission für Umwelt, Raumplanung und Energie (UREK) und Mitglied der Finanzkommission.

## Politisches Profil
Bourgeois befürwortete wirtschaftliche und gesellschaftliche Liberalisierungen grundsätzlich, beobachtete diese Entwicklungen aber auch kritisch. Tendenziell ablehnend stand er Forderungen nach einem weiteren Ausbau des Sozialstaats, nach weiterer aussenpolitischer Öffnung oder den Anliegen des Umweltschutzes gegenüber – wobei er jedoch nie radikale Standpunkte einnahm, sondern sich immer mit einem gewissen Handlungsspielraum positionierte. Bourgeois war ein diplomatischer Parlamentarier, der sich aber nicht scheute, zu einzelnen Sachvorlagen eine dezidierte, manchmal auch im Widerspruch zur Linie seiner Partei stehende Meinung zu vertreten.

## Sonstiges
Bourgeois ist im Radsport engagiert. Er ist Ehrenpräsident des Freiburger Radfahrerverbandes und präsidierte die Tour de Romandie 2007. Bourgeois ist verheiratet und Vater von zwei Kindern. Er ist Mitglied des Rotary Clubs Freiburg.